# Julia Dorny
Julia Dorny (* 20. Februar 1990 in Ost-Berlin, DDR) ist eine deutsche Athletin, Medienwissenschaftlerin, Journalistin und TV-Moderatorin. Sie erkämpfte diverse Medaillen in Mixed-Martial-Arts, Sumō-Ringen und Grappling. Dorny wurde als erste deutsche Frau MMA-Europameisterin und MMA-Weltmeisterin im Federgewicht bei den Amateuren der IMMAF. In ihrer Profi-Karriere war sie bis zu ihrer ersten Niederlage im März 2022 ungeschlagen, kämpfte beim Deutschen Veranstalter German Mixed Martial Arts Championship (GMC) und war bis 2022 bei Professional Fighters League (PFL) unter Vertrag. Im Mai 2023 unterzeichnete sie einen multiplen Vertrag in der Frauen-Liga Invicta FC. Julia Dorny besitzt in drei Sportarten den Schwarzen Gürtel (1. Dan) und einen violetten Gurt im BJJ.

## Sportliche Laufbahn
Im Alter von sieben Jahren begeisterte sich Dorny für Judo. Seit ihrem 14. Lebensjahr kämpft sie in der Deutschen Judo Bundesliga. Mit 17 kämpfte sie das erste Mal in der 1. Judo-Bundesliga (PSV Rostock). Mit 18 Jahren erhielt sie ihren Schwarzgurt im Judo. Dorny ist mehrfache Berliner Meisterin im Judo. Sie war Deutsche Vize-Meisterin in der Einzelwertung, mehrfache Bundesranglistenturnier-Siegerin und hat internationale Erfolge zu verzeichnen. 2005 hatte sie sich für die Junioren Judo-Europameisterschaft qualifiziert, konnte aber aufgrund einer Verletzung nicht antreten. Sie war Kaderathletin am Olympiastützpunkt Berlin und Schülerin an der Werner-Seelenbinder-Sportschule, dem heutigen Schul- und Leistungssportzentrum Berlin (SLZB). Mit ihrem Erstliga-Club JC Wiesbaden gewann sie Bronze auf den Mannschaftsmeisterschaften. Derzeit steht sie für den Erstligisten JC 71 Düsseldorf unter Vertrag.
Sumo-Laufbahn
Im Jahr 2016 fing sie mit Sumo an und wurde noch im gleichen Jahr Deutsche Meisterin, gewann Bronze auf der Europameisterschaft und holte den 5. Platz bei der Weltmeisterschaft. 2017 erhielt sie den Shodan (1. Dan) im Sumo-Ringen. In ihrer Sumo-Karriere wurde Dorny mehrfache Deutsche Meisterin (Individuell als auch Open-Class), sicherte den 5. Platz bei den World Games 2017 und gewann 2019 Silber bei den US-Open in Los Angeles.

## MMA-Karriere

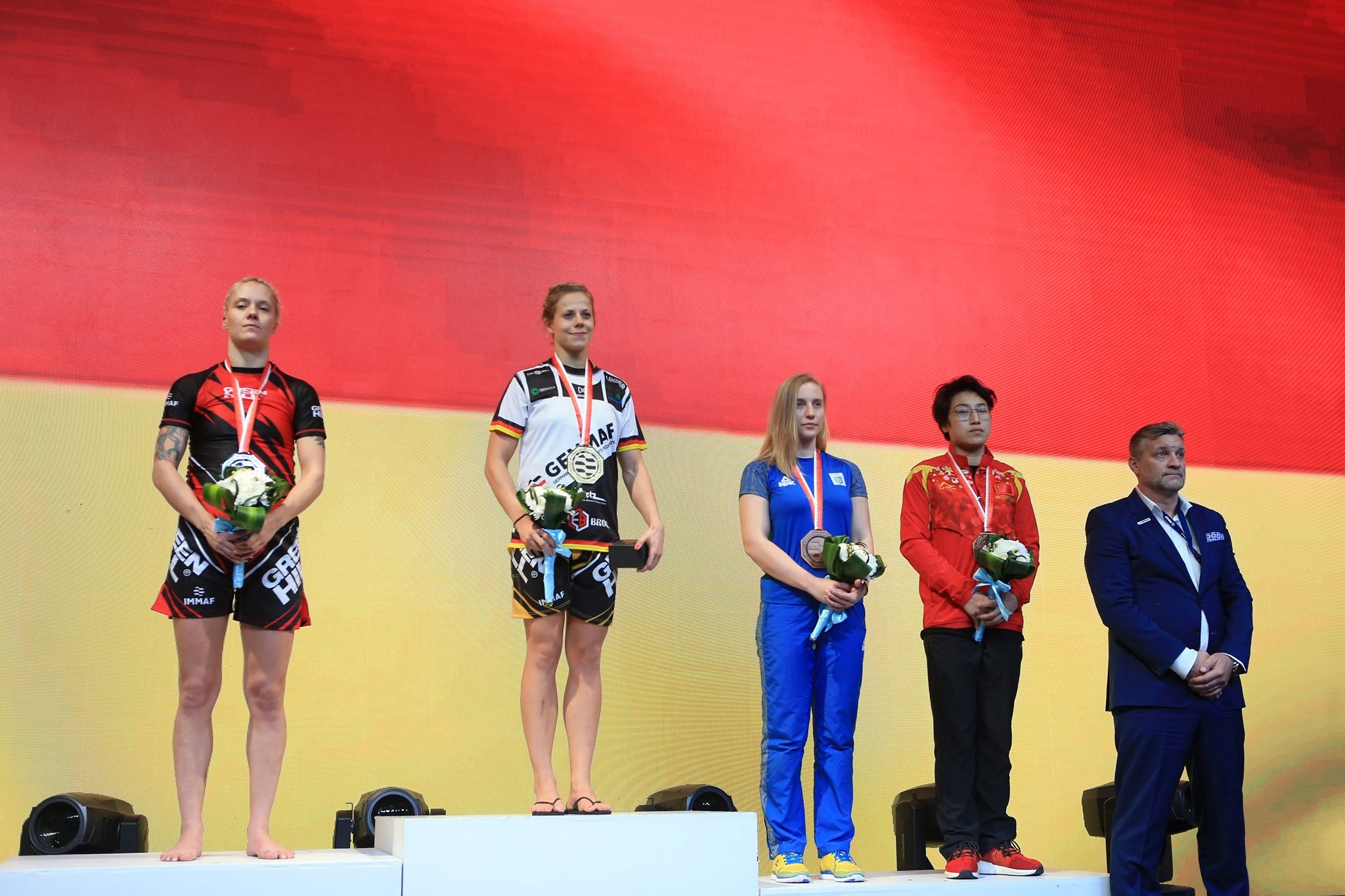
Julia Dorny MMA Worldchampion

Julia Dorny hatte ihr MMA-Debüt als Amateurin auf den Deutschen Meisterschaften (German Mixed Martial Arts Federation) 2015, die sie auch gewann. Im gleichen Jahr wurde sie für die IMMAF Weltmeisterschaft in Las Vegas nominiert – auf der sie mit Bronze ihr internationales Debüt gab. Die Stabilität ihrer Leistungsfähigkeit stellte sie danach auch gleich mit einer weiteren Bronzemedaille auf der IMMAF Europameisterschaft in Birmingham unter Beweis.
In den folgenden Jahren nahm sie an den IMMAF Europa- (2016 Vize-Europameisterin) und IMMAF Weltmeisterschaften (2016 Vize-Weltmeisterin, 2017 Bronze) teil, bis ihr dann im Jahr 2018 Europa- und Weltmeisterin wurde. Damit wurde sie zur ersten deutschen Europameisterin und ersten deutschen Weltmeisterin im Federgewicht.
German Mixed Martial Arts Championship (GMC)

Nach dem Erreichen des Europa- und Weltmeistertitels gab Julia Dorny ihr Profidebüt vor heimischer Kulisse am 29. Juni 2019 bei GMC20 in Berlin gegen Miriam Santana Ramos, die sie in der ersten Runde durch TKO (ground and pound) besiegte. Dieser Kampf war zugleich der erste GMC-Frauenkampf der im Free-TV übertragen wurde.
Ihren zweiten Kampf hatte sie bei GMC22 am 12. Oktober 2019 gegen Mariam Tatunashvili, den sie auch durch TKO (ground and pound) in der 2. Runde gewann.
Professional Fighters League (PFL)
Im Januar 2022 unterschrieb Julia Dorny bei der Professional Fighters League (PFL) und wird dort als erste deutsche Frau in der Professional Fighters League Challenger Series kämpfen. Der erste Kampf fand im März 2022 in Orlando (Florida) statt.

## Wissenschaftliche und journalistische Tätigkeit
Neben ihrer sportlichen Karriere ist Julia Dorny als Moderatorin, Journalistin, On-Air-Reporterin und Speakerin tätig, unter anderem für Deutsche Welle TV (DW) und N-TV. Bei dem Auslandsrundfunk DW, der auch zu den Anstalten des öffentlichen Rechts gehört, hat Dorny ihr journalistisches Volontariat absolviert.
Ihren Bachelorabschluss in Journalismus und Unternehmenskommunikation erhielt sie 2013, ihren Master der Medienwissenschaft an der Humboldt-Universität zu Berlin zum Thema „Framing im Journalismus“ verteidigte sie 2017.
Seit Januar 2020 veröffentlicht Dorny ihren Podcast „Women Hit Harder – The Female Power Podcast by MMA World Champion Julia Dorny“ und publiziert in regelmäßigen Abständen neue Folgen. Zu ihren bisherigen Gästen gehörten unter anderem Schauspieler Jürgen Vogel, Boxer Axel Schulz, Boxweltmeisterin Regina Halmich, Welt-Chefredakteurin Inga Griese und Kriminalbiologe Mark Benecke.

## Sonstiges
Im April 2020 wurde sie als Mitglied in die Athletes Commission der IMMAF berufen.
Seit März 2021 ist sie auch Mitglied in der „Kommission für Kinderschutz und sexualisierte Gewalt“ des Judo-Verband Berlin e. V.
Im September 2021 nahm Dorny als Teil der Elbstaffel, welche sich auch für gemeinnützige Projekte stark macht, am Haspa-Marathon-Hamburg teil.
Auf der IBJJF World-Championship 2021 in Los Angeles erreichte sie den 5. Platz.

## MMA-Erfolge-Kampfstatistik
- IMMAF Europameister-Titel
- IMMAF Weltmeister-Titel[17]

| Ergebnis   | Bilanz | Gegner              | Methode                | Veranstaltung           | Datum      | Runde | Zeit | Ort                  | Notiz                              |
| ---------- | ------ | ------------------- | ---------------------- | ----------------------- | ---------- | ----- | ---- | -------------------- | ---------------------------------- |
| Niederlage | 2-1    | Jeslen Mishelle     | TKO (Punches)          | PFL Challenger Series 3 | 04.03.2022 | 1     | 3:51 | Orlando, USA         |                                    |
| Sieg       | 2-0    | Mariam Tatunashvili | TKO (Ground and Pound) | GMC22                   | 12.10.2019 | 2     | 2:21 | Hamburg, Deutschland |                                    |
| Sieg       | 1-0    | Miriam Santana      | TKO (Ground and Pound) | GMC20                   | 29.06.2019 | 1     | 2:55 | Berlin, Deutschland  | Erster GMC Frauen-Kampf im Free-TV |

| Ergebnis   | Bilanz | Gegner             | Methode                        | Veranstaltung                                | Datum      | Runde | Zeit | Ort                    | Notiz              |
| ---------- | ------ | ------------------ | ------------------------------ | -------------------------------------------- | ---------- | ----- | ---- | ---------------------- | ------------------ |
| Sieg       | 10-5   | Paulina Kosakowska | TKO (Ground and Pound)         | Cage FS 9                                    | 02.02.2019 | 1     | 1:56 | Graz, Österreich       |                    |
| Sieg       | 9-5    | Jenni Kivioja      | Armbar                         | 2018 IMMAF-WMMAA Unified World Championships | 17.11.2018 | 2     | 2:09 | Manama, Bahrain        | Titelkampf, Finale |
| Sieg       | 8-5    | Meng Chen          | Rear Naked Choke               | 2018 IMMAF-WMMAA Unified World Championships | 15.11.2018 | 2     | 2:01 | Manama, Bahrain        |                    |
| Sieg       | 7-5    | Jenni Kivioja      | Punktentscheidung (einstimmig) | 2018 IMMAF European Championships            | 22.06.2018 | 3     | 3:00 | Bucharest, Rumänien    | Titelkampf, Finale |
| Sieg       | 6-5    | Anniina Ervasti    | Punktentscheidung (einstimmig) | 2018 IMMAF European Championships            | 21.06.2018 | 3     | 3:00 | Bucharest, Rumänien    |                    |
| Niederlage | 5-5    | Gase Sanita        | Punktentscheidung (geteilt)    | 2017 IMMAF World Championships               | 16.11.2017 | 3     | 3:00 | Manama, Bahrain        |                    |
| Sieg       | 5-4    | Izabel Hristova    | Punktentscheidung (einstimmig) | 2017 IMMAF World Championships               | 15.11.2017 | 3     | 3:00 | Manama, Bahrain        |                    |
| Niederlage | 4-4    | Joanne Doyle       | Punktentscheidung (geteilt)    | 2016 IMMAF European Open Championships       | 26.11.2016 | 3     | 3:00 | Prag, Tschechien       | Titelkampf, Finale |
| Sieg       | 4-3    | Iiris Nihti        | Punktentscheidung (einstimmig) | 2016 IMMAF European Open Championships       | 25.11.2016 | 3     | 3:00 | Prag, Tschechien       |                    |
| Niederlage | 3-3    | Leah McCourt       | TKO                            | 2016 IMMAF World Championships               | 10.07.2016 | 1     | 1:54 | Las Vegas, USA         | Titelkampf, Finale |
| Sieg       | 3-2    | Fatime Nánási      | Punktentscheidung (einstimmig) | 2016 IMMAF World Championships               | 08.07.2016 | 3     | 3:00 | Las Vegas, USA         |                    |
| Sieg       | 2-2    | Chamia Chabbi      | TKO                            | 2016 IMMAF World Championships               | 07.07.2016 | 1     | 0:33 | Las Vegas, USA         |                    |
| Sieg       | 1-2    | Malwina Golczak    | Punktentscheidung (einstimmig) | MMA Meets Wild West                          | 09.04.2016 | 3     | 3:00 | Templin, Deutschland   |                    |
| Niederlage | 0-2    | Sanna Merta        | Armbar                         | 2015 IMMAF European Open Championships       | 21.11.2015 | 3     | 1:58 | Wolverhampton, England |                    |
| Niederlage | 0-1    | Jamie Herrington   | Punktentscheidung (einstimmig) | IMMAF 2015 World Championships               | 09.07.2015 | 3     | 3:00 | Las Vegas, USA         |                    |